# Operação Green Hunt
Operação Green Hunt é o nome usado pela mídia indiana para descrever a "ofensiva total de forças paramilitares e das forças do estado" contra os naxalitas. Acredita-se que a operação tenha começado em novembro de 2009 em cinco estados do "Corredor Vermelho".
O termo foi cunhado pelos oficiais da polícia de Chatisgar para descrever uma investida bem-sucedida contra o Partido Comunista da Índia (Maoista) no estado. Foi usado erroneamente pela mídia para descrever operações antinaxalitas mais amplas; o governo indiano não usa o termo "Operação Green Hunt" para descrever sua ofensiva contra os naxalitas.